# قبوة

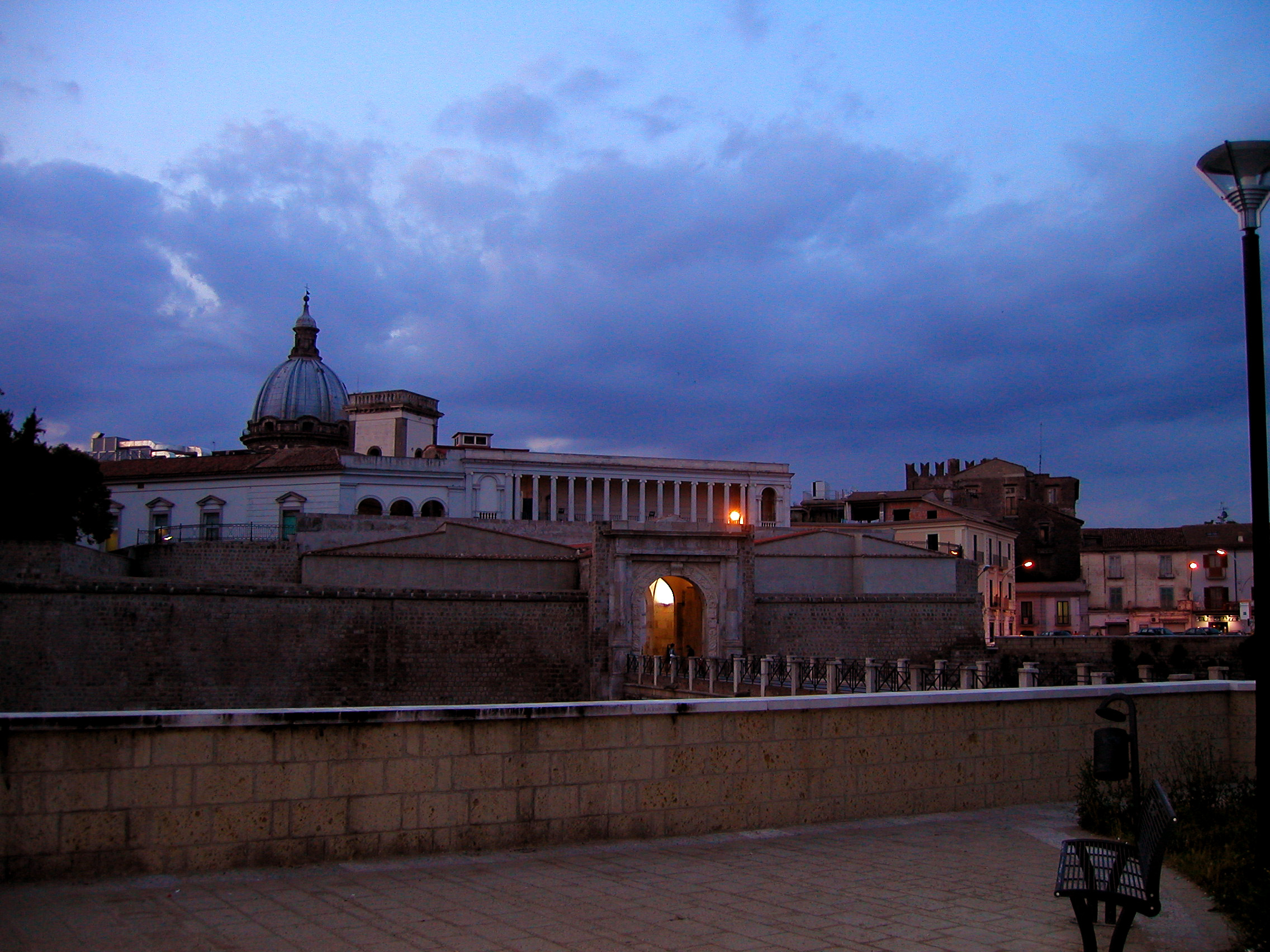
كابوا

قَبْوَة أو كابوا هي مدينة وبلدية في مقاطعة كازيرتا، كمبانية، جنوب إيطاليا وتقع على بعد 25 كيلومتراً (16 ميلاً) إلى الشمال من مدينة نابُل، على الطرف الشمالي الشرقي من سهل كامبانيان. قبوة القديمة تقع حيث الآن سانتا ماريا كابوا فيتيري. بنيت المدينة الحديثة بعد أن دمرن القديمة ساراكينوس عام 841 م.
قال في وصفها الإدريسي في نزهة المشتاق في اختراق الآفاق: "وقبوة على نهر كبير يأتي إليها من جبال في ناحية بنبنت"

## السكان
في سنة 1861 بلغ عدد السكان 12٬000 نسمة، وتطور العدد ليصل في سنة 2011 لـ 19٬036 نسمة.
يظهر هذا المخطط البياني تطور النمو السكاني لـ قبوة

## أعلام
- بياتريس من نابولي
- أميدو غليليت
- جوردان الأول من قبوة
- فالنتينو فيورافانتي
- إنيو فالكو
- إريكو مالاتيستا
- باندولف الرابع من قبوة
- أوغو دى كاروليس
- ريتشارد الأول من قبوة
- جم سلطان